# Duguesclin (panserkrydser)
Den franske panserkrydser Duguesclin var sammen med søsterskibet Vauban de første franske panserkrydsere bygget af jern og stål. Tidligere havde man brugt træ i skrogkonstruktionen, men stålet gav en bedre pladsudnyttelse. Som forgængerne var Duguesclin klassificeret som et slagskib til stationstjeneste i kolonierne ("Stationnaire"), men i praksis er skibet at betragte som en panserkrydser. Navnet er til ære for Bertrand du Guesclin, der ledede flere franske hære under Hundredårskrigen.